# Fassheizer
Fassheizer – je nach Anwendung auch Kanisterheizer oder Containerheizer genannt – werden zur Erwärmung und Reduzierung der Viskosität von Stoffen und Flüssigkeiten in Stahlfässern eingesetzt, um diese leicht in kleinere Gebinde abfüllen oder pumpen zu können, beispielsweise Teer, Lack, Harz, Fett und Schokolade. 
Die Aufheizdauer beträgt je nach Ausführung und Leistung des Heizers zwischen 10 und 48 Stunden bei einem 200-Liter-Fass.

## Bauformen

### Bandheizer
Bei Fassheizern dieser Bauweise ist ein isolierter Heizleiter in die Glasfasermatten eingebettet. Glasfasermatten werden wie Banderolen außen auf das Fass aufgebracht; Sie werden daher auch Bandheizer genannt.
Eine Silikonbeschichtung der Außenseite oder ein Polyestergewebe verhindert das Eindringen von Feuchtigkeit und Chemikalien. Die Ausführung mit Silikonbeschichtung ist geeignet für Stahlfässer, die Ausführung mit Polyestergewebe kann auch Kunststoffbehälter erwärmen. Es können bei marktüblichen Maßen von Fassheizern bis zu drei Bandheizer-Einheiten pro Fass benutzt werden.

### Fassheizmanschetten
Fassheizmanschetten sind flexible Fassheizer. Sie sind dadurch gekennzeichnet, dass sie selbst eine zylindrische Form besitzen, die exakt dem Fass nachempfunden ist. In einen flexiblen Körper aus technischen Textilien mit unterschiedlichen Beschichtungen (z. B. Silikon, PTFE) wird dabei eine Isolation sowie das Heizungssystem samt Messtechnik vollständig integriert. Die dreidimensionale Bauart ist dabei das wesentliche Unterscheidungkriterium zu den vorgenannten Glasfasermatten, zu denen auch sog. Heizmäntel gezählt werden. Heizmanschetten für Fässer sind meistens mit einem digitalen Steuerungsmodul mit Thermostat ausgestattet, das ein exaktes Aufheizen auf die gewünschte Temperatur und gute Ablesbarkeit gewährleistet. Entsprechende Heizmanschetten dieser Bauart werden auch für IBC-Container angeboten.

### Stahlblech-Fassbodenheizer
Ein Fassheizer aus Stahlblech kann ein Stahlfass von unten beheizen, ähnlich einer Herdplatte. Bei dieser Beheizung wird das Fass gewöhnlich noch mit einer Isolierhaube versehen, um ein Auskühlen nach oben zu verhindern. Diese Bauform ist geeignet für Temperaturen bis 150 °C.

### Stahlblech-Mantelheizer
Die Mantelheizung fungiert wie ein Schrank, in den das Fass eingeschoben wird. Mittels Strahlungswärme wird der Inhalt des Heizungsmantels erwärmt. Bei der Mantelheizung können höhere Temperaturen erreicht werden als bei Fassbodenheizung oder Glasfasermatten-Beheizung. Mantelheizungen können durch Rollen am Unterboden für den Transport der Fässer ausgelegt werden. Wenn mehr als ein einzelnes Fass in die Beheizungsvorrichtung passt, nennt man diese auch Wärmekammer.

### Containerheizer
1000-Liter-IBC-Container können ebenfalls mit Heizmänteln oder Bodenheizungen erwärmt werden. Üblicherweise haben die Heizmäntel zwei getrennt regelbare Heizkreise, damit auch halbvolle Container optimal und energiesparend beheizt werden können.

### Dampf- oder Elektro-Fassheizer
Bei der Erzeugung der Heizenergie werden Dampf-Fassheizer und Elektro-Fassheizer unterschieden.
Dampf-Fassheizer sind durch die Versorgungsanschlüsse in der Mobilität eingeschränkt; jedoch steht in fast allen Industrien Dampf als kostengünstiger Energieträger zur Verfügung. Auch im Hinblick auf den Einsatz im  Explosionsschutz-Bereich (ATEX) ist das Handling von Dampf-Fassheizern unproblematischer.
Elektro-Fassheizer haben den Vorteil, dass diese in ihrer Flexibilität und Mobilität dem Dampf-Fassheizer weit überlegen sind.